# Носувка (Підкарпатське воєводство)
Носувка (пол. Nosówka) — село в Польщі, у гміні Боґухвала Ряшівського повіту Підкарпатського воєводства.
Населення — 1338 осіб (2011).
У 1975-1998 роках село належало до Ряшівського воєводства.

## Демографія
Демографічна структура станом на 31 березня 2011 року:
|          | Загалом | Допрацездатний вік | Працездатний вік | Постпрацездатний вік |
| -------- | ------- | ------------------ | ---------------- | -------------------- |
| Чоловіки | 666     | 144                | 456              | 66                   |
| Жінки    | 672     | 145                | 401              | 126                  |
| Разом    | 1338    | 289                | 857              | 192                  |